# Csumicapuszta
Csumicapuszta románul: Ciumița, falu Romániában, Erdélyben, Hunyad megyében.

## Fekvése
Stejvaspatak és Felsőnyiresfalva közelében fekvő település. A községközpontból öt kilométernyi gyalogúton közelíthető meg, ami az erdőn vezet át.

## Története
Csumicapuszta régebben Stejvaspatak, később Felsőnyiresfalva része volt; onnan vált külön.
1910-ben 130 lakosából 80 román, 25 magyar, 23 német volt. 1956-ban 137 lakosa volt. 1966-ban 119, 1977-ben 43, 1992-ben 4 román lakosa volt. A 2002-es népszámláláskor pedig már a lakatlan falvak között szerepelt, a fiatalok városra költöztek. 2007-ben már csak egyetlen ép ház maradt a faluban, amelyet a juhászokon kívül senki nem keres fel.